# Kerry Saxby-Junna
Kerry Anne Saxby-Junna (nacida Kerry Saxby; Young, Australia, 2 de junio de 1961) es una exatleta australiana, especializada en la prueba de 20 km marcha, en la que llegó a ser medallista de bronce mundial en 1999.

## Carrera deportiva
En el Mundial de Sevilla 1999 ganó la medalla de bronce en los 20 km marcha, con un tiempo de 1:31:18 segundos, llegando a la meta tras las chinas Liu Hongyu (oro) y Wang Yan (plata).